# Georges Leygues (frégate)
Pour les autres navires du même nom, voir Georges Leygues (navire).
Le Georges Leygues est une frégate de lutte anti-sous-marine de la marine nationale. Elle a donné son nom à la classe éponyme (type F70). C'est la première des sept unités de type F70. Son indicatif visuel est D640 et son indicatif international FAGL. Elle a été en service de 1979 à 2013.
La frégate était parrainée par la ville de Villeneuve-sur-Lot, ville de naissance de Georges Leygues, principal ministre de la marine sur la période 1917-1933.

## Historique
D'abord admis au service actif en 1978 sous la désignation de corvette "type C70", le Georges Leygues est ensuite classé frégate "type F70", le 6 juin 1988.

Le Georges Leygues aurait détenu le record de vitesse dans la flotte française pour les bâtiments de sa génération avec une pointe de vitesse de 36 nœuds.
En 1999, le bâtiment quitte Toulon pour Brest, son nouveau port base. Il devient alors la conserve du porte-hélicoptères Jeanne d'Arc qu'il accompagnera jusqu'à son avant-dernière croisière de l'école d'application, en 2009.
L'adaptation à la mission de formation des officiers élèves de l'école navale, de l'école du commissariat de la marine ainsi que celle des médecins des armées destinés à servir dans la marine conduit à une réorganisation interne de la frégate. D'abord, pour loger les officiers-élèves, l'équipage du bâtiment passe de 250 à 200 marins.Ensuite la zone « avia », proche du hangar, qui accueille en temps normal le personnel des détachements des flottilles d'hélicoptères de l'Aéronavale est réaménagée en locaux vie de manière à pouvoir accueillir, loger et instruire les officiers-élèves au cours des missions du groupe école d'application des officiers de marine (GEAOM). La salle de conférence Richelieu, installée dans une ancienne soute à torpilles, à proximité immédiate du hangar aviation, est un exemple de ces aménagements.
Le Georges Leygues est en indisponibilité périodique pour entretien et réparation (IPER) du 13 mai au 31 octobre 2000. Comme sur toutes les frégates de ce type, les travaux comportent le renforcement de la coque par la pose sur le bordé des hauts de chaque muraille, de longerons latéraux d’une longueur de soixante mètres. Ces longerons comportent tous les 1,50 mètre une cloison interne, transversale, face aux couples du navire et renforçant ainsi la rigidité de la poutre-navire. La taille des renforts soutenant le pont principal a été doublée, les encastrées de pont à la descente des roofs ont été changées. La stabilité du bâtiment est maintenue par l’adjonction de 210 tonnes de béton dans les fonds et la transformation de soutes à gazole en water-ballasts.
Depuis mars 2010, la frégate escorte tous les ans le bâtiment de projection et de commandement (BPC) choisi pour former les officiers de marine en remplacement de la Jeanne d'Arc, jusqu'au désarmement du Georges Leygues prévu en août 2013.
La dernière IPER avec passage majeur au bassin, le dernier prévu avant la fin de vie de la frégate, a eu lieu en novembre 2010, nécessitant un mouvement du pont de Recouvrance.
Pour son retrait définitif du service actif, la frégate a rentré ses couleurs pour la dernière fois, le vendredi 21 mars 2014 à 11 heures.
 À partir du 3 novembre 2014, la vieille coque du Georges Leygues est utilisée comme brise-lames par l'École navale à Lanvéoc-Poulmic. À l'automne 2023, il est notifié dans un marché public que son démantèlement sera effectué en Gironde à Bassens, par un groupement d'entreprise mené par Vinci. La coque quitte la rade de Brest pour l'estuaire de la Gironde le vendredi 6 septembre 2024.

## Caractéristiques

### Armement
À son lancement, il est armé de 4 missiles anti-navire MM38 Exocet (4 Exocet), d'un système anti-aérien Crotale avec 8 missiles sur rampes (26 Crotale), d' un canon de 100 mm Mod. 1968 CADAM, de deux canons anti-aérien de 20 mm Oerlikon Mk 10 Mod. 23, de deux mitrailleuses de 12.7 mm et de deux catapultes fixes pour torpilles anti-sous-marines L 5 mod 4 (10 torpilles). Il embarque deux hélicoptères Westland Lynx.

## Navigation
Le Georges Leygues est équipé de deux centrales de navigation inertielle SIGMA 40 créées par Sagem.

## Engagements
Opérations marquantes de la vie opérationnelle du Georges Leygues :
- opération Lancette : pistage d'un sous-marin soviétique en mai 1981.
- juin 1982 : revue navale avec présence à bord du président de la République François Mitterrand.
- Missions Olifant au large du Liban de 1982 à 1986.
- Opération Restore Hope du 28 novembre au 18 décembre 1992 au large de la Somalie.
- Opération Balbuzard au large de la Yougoslavie en 1993.
- Opération Sharp Guard OTAN au large de la Yougoslavie en 1994.
- 2000 : opération humanitaire au Mozambique à la suite d'inondations catastrophiques.
- 2005 : opération humanitaire Beryx[11], après le tsunami dévastateur de décembre 2004 en océan Indien.
- 2011 : opération Harmattan